# 臺灣閩南語按呢寫
〈臺灣閩南語按呢寫〉（華譯：臺灣閩南語這樣寫）是台灣教育部電子報對臺灣閩南語推薦用字選用的解析專欄，旨在教導台灣社會大眾書寫台語文的正確模式與官方規範。每一期電子報專欄針對數個台語的選用字或詞進行解釋與舉例；另外，亦針對民眾對選用之字詞的建議進行解釋，說明為何教育部的推薦用字不選用這些民眾建議的辭彙。電子報每期公佈之臺灣閩南語按呢寫文檔皆於網路上開放給學生與相關社會人士進行學習與研究使用。
「臺灣閩南語按呢寫」的所有電子檔壓縮檔目前也在網站開放檔案下載。

## 內容
以下以電子報第265期專欄對台語字詞「枵」的選用解析作為例子：
【枵】　iau
| 對應華語 | 餓 |
| 用例     | 枵鬼、枵飽吵 |
| 民眾建議 | 飢 |
| 用字解析 | 「枵」這個字的臺灣閩南語白讀音為「iau」，意思是「餓」，音、義都正確，是臺灣閩南語 「iau」（餓）的本字。《彙音寶鑑》採用「飢」字，只是借義的訓用字，因為「飢」的臺灣閩南語發音是「ki」，所以義合音不合。其實臺灣閩南語口語中也常用到「飢」，例如：「飢荒」；甚至有些說法中「枵」、「飢」同時使用，例如：「枵了過飢」（餓過頭了）、「枵飢失頓」（三餐不繼），這個時候，把 「枵」寫做 「飢」就會有閱讀及理解的困難。所以採用「枵」字比較不會有系統上的困擾。雖然「枵」字較罕用，但卻不冷僻。成語中「枵腹從公」就用到這個字。 |

## 外部連結
- 臺灣閩南語按呢寫 （页面存档备份，存于）